# Cerulli (cràter marcià)
Cerulli és un cràter d'impacte del planeta Mart situat al Nord-Oest del cràter Luzin, al Nord de Pasteur, al Nord-Est de Maggini i al Sud-Est de Focas, a 32.5° Nord i 337.9 º Oest. L'impacte va causar un clavill de 130 quilòmetres de diàmetre. El nom va ser aprovat el 1973 per la Unió Astronòmica Internacional, en honor de l'astrònom italià Vincenzo Cerulli (1859-1927).